# Escut de Vilaller
L'escut oficial de Vilaller té el següent blasonament:
Escut caironat: de sinople, un cérvol rampant d'argent acostat de 2 flors de lis d'argent. Per timbre, una corona mural de vila.

## Història
Va ser aprovat el 21 d'octubre de 1991, substituint l'escut antic.
El cérvol rampant és un senyal tradicional de la vila, situada en una regió de muntanya en què aquesta mena d'animals abunda. També les flors de lis són un senyal tradicional i una referència a la Mare de Déu, patrona local.